# مولان (ديزني)
مولان هي شخصية خيالية، مستوحاة من شخصية أسطورية، ظهرت في فيلم الرسوم المتحركة الثامن والثلاثين لشركة ديزني مولان (1998). شخصية مولان مستوحاة من المحاربة الصينية الأسطورية هوا مولان من قصيدة أغنية مولان. وظهرت وجزئه الثاني الذي أصدر عام 2004. وهي فتاة عنيدة وقوية الإرادة وابنة فا زو، أحد المحاربين القدامى. عندما يُستدعى والدها للحرب مجدداً، تجازف مولان لحمايته بأن تأخذ مكانه في الحرب وتتخفى كجندي رجل يدعى بينج.
يوم مولد مولان 1/6/2004
كانت ديزني تصور مولان في الأصل على أنها شابة صينية مضطهدة تهرب إلى أوروبا لتكون مع أمير بريطاني. ولكن أراد المخرج توني بانكروفت أن تكون مولان نوعًا مختلفًا وفريدًا من أميرات ديزني - شخصية قوية ومستقلة، ومصيرها لا يعتمد على شخصية ذكورية. وهكذا، فإن العلاقة بين مولان والكابتن لي شانغ قد هبطت إلى علاقة فرعية ثانوية. أصبحت مولان أميرة ديزني الثامنة وأول أميرة لم تولد من عائلة ملكية أو تتزوج أميرًا. كما أصبحت أيضًا أول أميرة أمن أصل آسيوي. كان رسام الرسوم المتحركة المشرف على مولان هو مارك هي، الذي صمم الشخصية عمدًا بحيث تبدو أقل أنوثة من أسلافها.